# Пряжников Олександр Петрович
Олександр Петрович Пряжников (нар. 27 травня 1954,Прибитки, Гомельський район, Гомельська область, Білоруська РСР) — радянський футболіст, захисник, радянський та білоруський футбольний тренер.

## Життєпис
Вихованець гомельського футболу. У 1971 році почав виступати за «Гомсільмаш» у другій лізі та грав за клуб наступні п'ять років, з 1973 року став стабільним гравцем основного складу. У 1976-1977 роках проходив військову службу, виступав за київський СКА. Володар Кубку Української РСР 1976 року. Після повернення зі служби півроку знову грав у Гомелі, потім отримав запрошення до провідного клубу республіки – мінського «Динамо». У складі мінчан зіграв одну гру у першій лізі у 1978 році та три матчі у вищій лізі у 1979 році. Брав участь у футбольному турнірі Спартакіади народів СРСР 1979 року у складі збірної Білоруської РСР. Влітку 1980 року перейшов до «Металурга» (Запоріжжя) і був основним гравцем клубу майже вісім сезонів, зігравши понад 250 матчів у першій лізі.
У 1988 році повернувся до Гомеля, спочатку як гравець, а в липні того ж року призначений тренером «Гомсільмашу», очолював команду до кінця сезону 1990 року. 1990 року на базі «Гомсільмашу» було створено акціонерний клуб і його власники вирішили розлучитися з тренером. У 1991 році був тренером клубу «Полісся» (Мозир), який виступав у другій лізі першості Білоруської РСР.
У 1992—1993 роках тренував бобруйский «Трактор», пізніше перейменований на «Фандок», запросив до команди 8 футболістів, які раніше грали в основі гомельського клубу. Під його керівництвом команда двічі посідала місця у верхній половині таблиці вищої ліги Білорусі – четверте та шосте. Влітку 1993 року переведений на посаду асистента нового тренера Володимира Курнєва, а пізніше працював в іншому бобруйскому клубі — «Білшині».
На рубежі XX та XXI століть працював у тренерських штабах «Гомеля» та «Славії», був причетний до чемпіонства мозирського клубу у 2000 році. У червні 2002 року був призначений головним тренером «Славії», але команда на той час втратила позиції і боролася лише за виживання, через рік тренера було звільнено. У 2006—2007 роках працював із клубом першої ліги «Річиця-2014». У 2008 році очолив новостворений клуб «ДБК-Гомель», переміг із ним у турнірі другої ліги, але в травні 2009 року залишив клуб. У міжсезоння 2009/10 років знову виконував обов'язки головного тренера «Славії».

## Особисте життя
Розлучений, має доньку.